# Assemblée plénière de l'épiscopat français
L'Assemblée plénière de l'épiscopat français est une structure qui précède la création de la Conférence des évêques de France en 1964. C'était la plus haute instance de l'Église de France qui émettait des avis faisant autorité.
Le 14 février 1906, le pape Pie X prescrit au cardinal Richard la création d'une commission épiscopale préparatoire en vue de la première assemblée plénière de l'épiscopat, ce qui aboutit à la réunion de la première assemblée plénière en mai 1906.
La deuxième assemblée plénière a lieu en septembre 1906.
La troisième assemblée plénière a lieu du 15 au 18 janvier 1907 au château de la Muette à la suite de l'encyclique Une fois encore.
Quatre assemblées plénières de l'épiscopat français eurent lieu en 1951, 1954, 1957 et 1960. Elles étaient organisées par l'Assemblée des cardinaux et archevêques de France.